# Гарвард-Смітсонівський астрофізичний центр
42°22′53″ пн. ш. 71°07′42″ зх. д. / 42.3815° пн. ш. 71.1284° зх. д.
 Гарвард-Смітсонівський астрофізичний центр (англ. Harvard-Smithsonian Center for Astrophysics,  CfA ) — імовірно, найбільша у світі астрофізична організація[джерело?]. ЇЇ вчені працюють в рамках великих дослідницьких програм в галузі  астрономії,  астрофізики, наук про землю та наук про космос і викладанні  природничих наук. Своїм головним завданням центр проголошує поглиблення знань про  Всесвіт і розуміння принципів його устрою шляхом наукових досліджень та розвитку астрономічної і астрофізичної освіти. 
Центр був заснований в 1973 році для співпраці між Смітсонівським інститутом та Гарвардським університетом. До його складу входять Обсерваторія Гарвардського коледжу та Смітсонівська астрофізична обсерваторія. Основна будівля центру розташована в  Кембриджі (штат Массачусетс, США), пункти управління супутниками розташовані в різних місцях земної кулі. Під керівництвом Гарвард-Смітсонівського астрофізичного центру створений Центр малих планет. 

## Керівники
- Джордж Б. Філд: 1973-1982
- Ірвін І. Шапіро: 1982-2004 [4]
- Чарльз Р. Елкок: 2004-теперішній час [5]

## Факти
Астероїд 10234 Sixtygarden був названий на честь адреси центру.